# Toxorhina (Ceratocheilus) nympha
Toxorhina (Ceratocheilus) nympha is een tweevleugelige uit de familie steltmuggen (Limoniidae). De soort komt voor in het Australaziatisch gebied.